# جبال تالش
38°42′N 48°18′E / 38.7°N 48.3°E

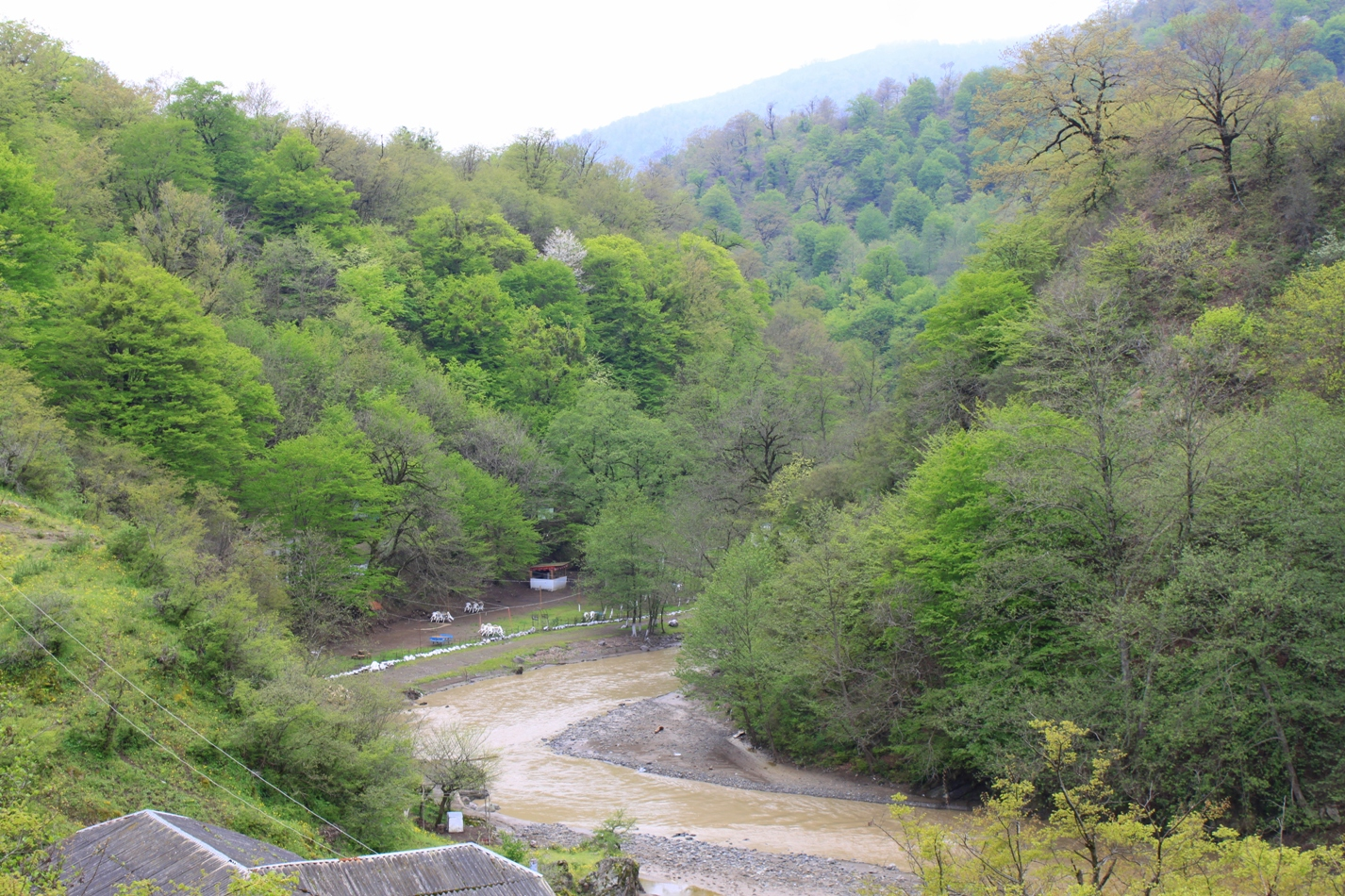
جبال تالش في منطقة ماساللي.

جبال تالش (باللغة التالشیة: تالشه بندون) هي سلسلة من الجبال الواقعة في شمال غرب إيران وجنوب شرق أذربيجان. تشكل هذه الجبال الجزء الشمالي الغربي من سلسلة جبال البرز وتمتد من السهول المنخفضة لـ لنكران إلى الجنوب الشرقي لتصل إلى سهول سفیدرود في إيران. تمتد من فومنات في غرب جيلان إلى جليل آباد جنوب جمهورية أذربيجان و تمتد من شرق أذربيجان شمالًا إلى جنوب، بمحاذاة بحر قزوين، حتى وادي نهر سفیدرود في جيلان. تتميز السفوح الغربية لهذه الجبال بانحدار خفيف وغطاء نباتي قليل، بينما السفوح الشرقية تنحدر بشدة نحو بحر قزوين. يُعد «سفيدكوه» أعلى قمة في هذه الجبال، بارتفاع يبلغ 3200 متر، ويقع بالقرب من سفیدرود.
تحتوي جبال تالش على عدة قمم يتجاوز ارتفاعها 3000 متر. يتراوح متوسط هطول الأمطار السنوي في هذه المنطقة بين 1600 و1800 ملم، مما يجعلها من أكثر المناطق أمطارًا في إيران وأذربيجان. في الشمال الغربي، تتصل جبال تالش بجبال سبلان. تتكون سلسلة جبال تالش من ثلاثة سلاسل رئيسية، أطولها سلسلة جبال تالش التي تمتد على طول 100 كيلومتر بمحاذاة الحدود الإيرانية، وتصل إلى مسافة 8 كيلومترات من ساحل بحر قزوين. أعلى قمة فيها هي بغرو داغ بارتفاع 3197 مترًا، وتقع في مروج في منطقة خطبه سرا. يتمتع إقليم تالش بمناخ معتدل؛ حيث تتميز منطقتا آستارا ولنكران بمناخ رطب شبه مداري، شتاؤه معتدل وصيفه دافئ نسبيًا. تُستخدم مياه الأنهار التي تنبع من جبال تالش، مثل بالهارود، گوی‌تپه، ولش، قومباشي، سوداوشار، بشرو، ونهر آستارا في الري وتكتسب أهمية كبيرة. تتميز جبال تالش وسهول لنكران بتربة غنية جدًا، وتنتشر فيها المراعي الخضراء والغابات القيّمة.